# Shanghai-incident

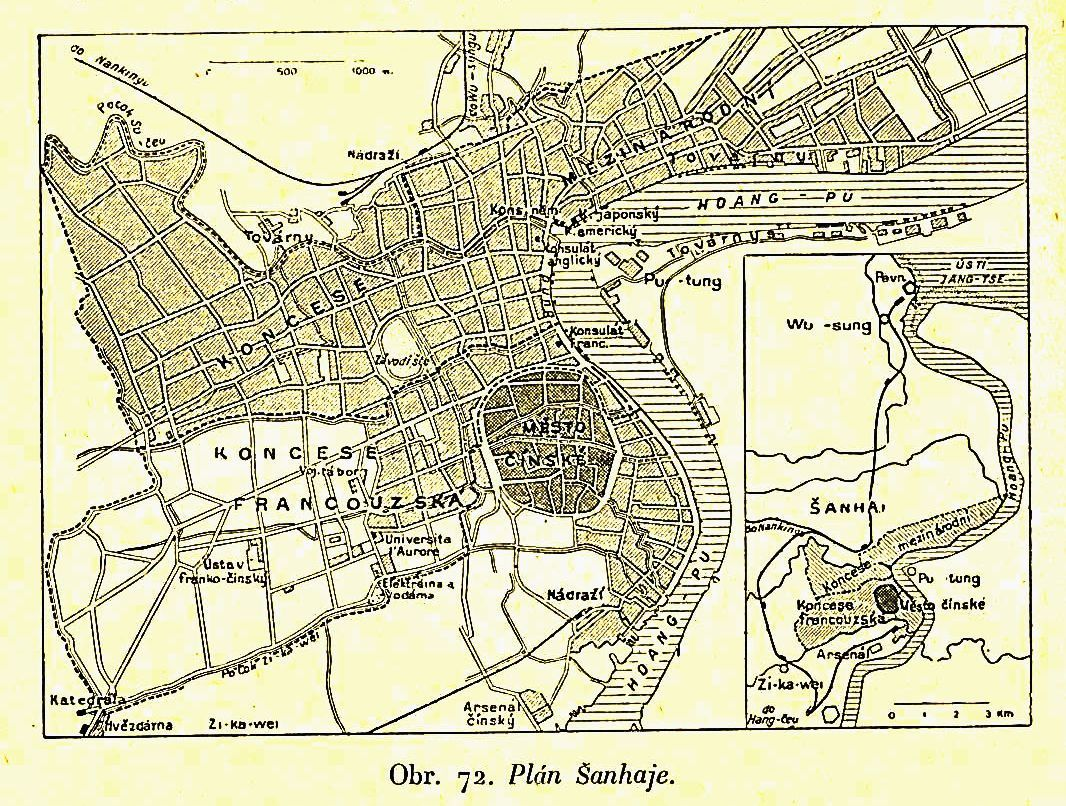
Kaart van Shanghai uit 1930. Shanghai was vanaf de 19e eeuw verdeeld in drie gebieden: de Chinese stad, de Internationale Concessie (bestuurd door Amerikanen, Europeanen en Japanners) en de Franse Concessie. China had de facto niets te zeggen over de buitenlandse concessies. Toen de Japanners Shanghai aanvielen, waagden ze zich dan ook niet in de delen van de concessies die onder niet-Japanse heerschappij stonden.

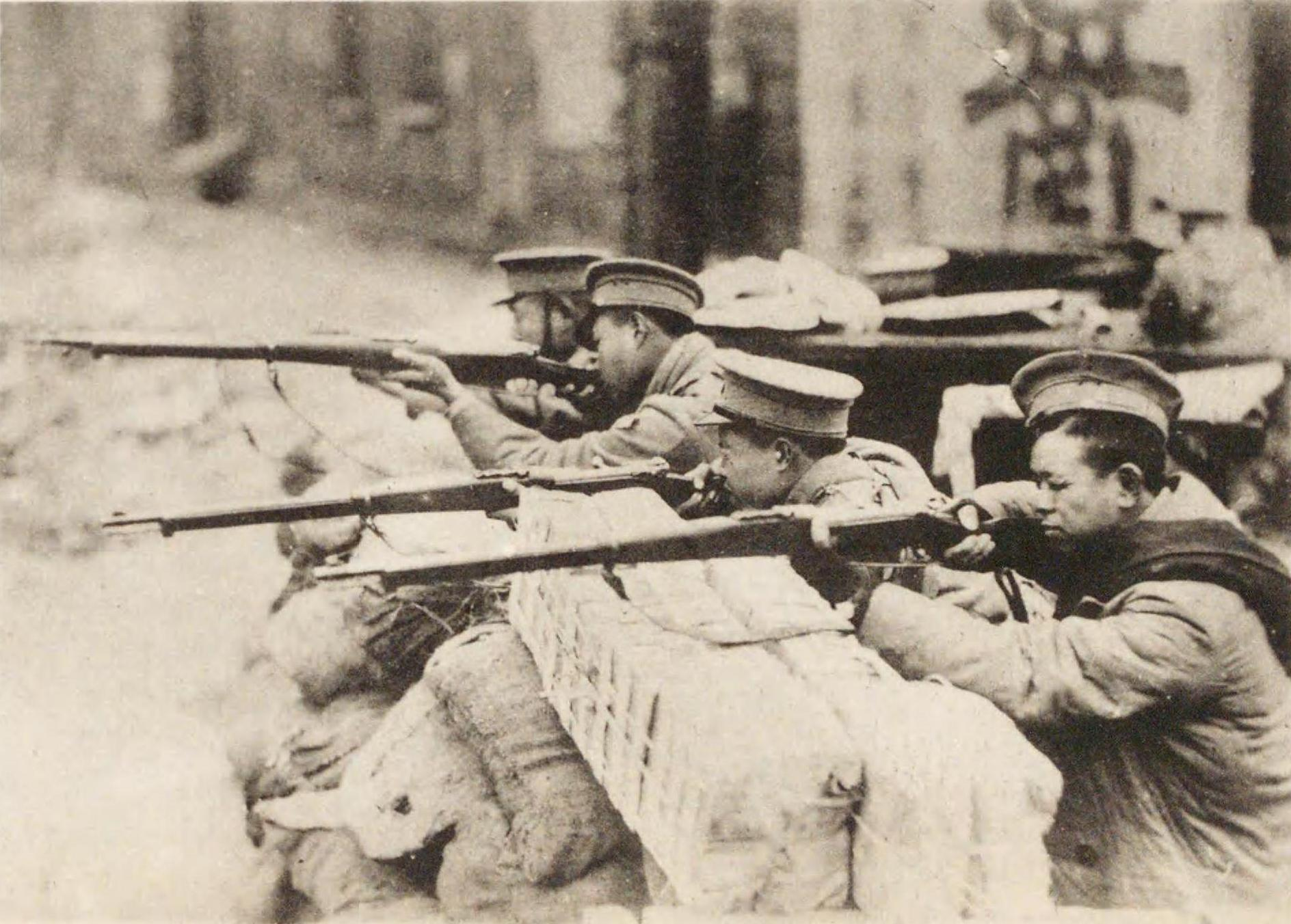
Chinese militaire politie in de strijd.

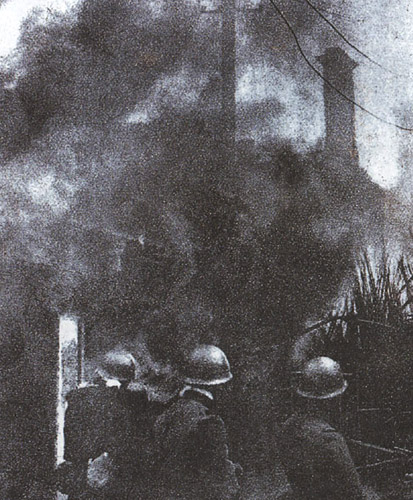
Japanse troepen die gebouwen in Shanghai in brand steken.

Het Shanghai-incident was een korte oorlog tussen de republiek China en het keizerrijk Japan van 28 januari 1932 tot 3 maart 1932, die voornamelijk werd uitgevochten in en rond de stad Shanghai.

## Naamgeving
In de Chinese literatuur staat de korte oorlog bekend als het Incident van 28 januari, terwijl in het westen meestal over het Shanghai-incident of de Shanghai-oorlog van 1932 wordt gesproken. In Japan noemen ze de oorlog het Eerste Shanghai-incident om het te onderscheiden van het Tweede Shanghai-incident, de Japanse benaming van de Slag om Shanghai in 1937 aan het begin van de Tweede Chinees-Japanse Oorlog.

## Voorgeschiedenis
Na het Mukden-incident op 18 september 1931 had Japan geheel Mantsjoerije veroverd en daar de marionettenstaat Mantsjoekwo gesticht. De Japanners wilden hun invloed in China echter verder uitbreiden, vooral in Shanghai waar Japan een belangrijke rol speelde in de Internationale Concessie.
Om Japan een reden te geven om verdere militaire acties te ondernemen in China, ensceneerden Japanse militairen anti-Japanse gewelddadigheden. Op 18 januari 1932 werden vijf boeddhistische Japanse monniken in de buurt van de Sanyou-fabriek in Shanghai in elkaar geslagen door Chinezen. Twee raakten zwaargewond en een overleed. Een paar uur later werd de fabriek in brand gestoken. Een politieagent werd gedood en enkele anderen raakten gewond toen zij probeerden een eind te maken aan de ongeregeldheden. Dit veroorzaakte grote anti-Japanse en anti-imperialistische protesten in Shanghai en in de buitenlandse concessies. De Chinezen riepen op tot een boycot van Japanse goederen.
De situatie in Shanghai verslechterde de daaropvolgende week. Op 27 januari had het Japanse Keizerlijke leger ongeveer dertig schepen, veertig vliegtuigen en bijna 7.000 soldaten gelegerd bij de stad "ter bescherming van Japanse kolonisten tegen Chinese agressie".
De Japanners stuurden een ultimatum naar de gemeenteraad van de Internationale Concessie, waarin werd verzocht dat de raad de Chinezen zou veroordelen en financiële compensatie voor het beschadigde Japanse bezit tijdens het incident met de monniken zou eisen. De Japanners eisten ook dat de Chinezen stappen zouden nemen om verdere anti-Japanse rellen te voorkomen. Op 28 januari stemde de gemeenteraad van de Internationale Concessie in met al deze eisen.
In deze onrustige tijd hadden Chinese troepen van het 19e Leger zich verzameld buiten Shanghai. Het stadsbestuur van Shanghai betaalde de troepen om te vertrekken in de hoop dat daarmee een Japanse aanval zou worden voorkomen.

## De strijd
Ondanks de instemming met de Japanse eisen, bombardeerde een Japans vliegtuig in de nacht van 28 op 29 januari Shanghai. Kort daarna begonnen 3.000 Japanse soldaten met een gewapende aanval op verscheidene doelen, zoals het treinstation. Tot verbazing van velen was het Chinese 19e Leger niet vertrokken en verzette het zich hevig tegen de Japanse aanval.
In het begin van de strijd vond het merendeel van de gevechtshandelingen plaats in de wijk Hankou, de overwegend Japanse wijk van de Internationale Concessie. Vervolgens breidden de gevechten zich uit naar de Chinese delen van Shanghai. De buitenlandse concessies bleven vrij van gevechten.
Op 30 januari verplaatste Chiang Kai-shek, de Chinese regeringsleider, tijdelijk zijn regering van Nanking naar Luoyang, aangezien Nanking een doelwit kon worden van de Japanners vanwege de nabijheid ten opzichte van Shanghai.
Aangezien buitenlanders veel geïnvesteerd hadden in Shanghai, probeerden landen als Groot-Brittannië, de Verenigde Staten en Frankrijk een wapenstilstand tussen China en Japan te bewerkstelligen. Japan weigerde echter daarover te onderhandelen en in plaats daarvan stuurde het meer troepen naar de regio. Op 12 februari konden Amerikaanse, Britse en Franse vertegenwoordigers desondanks een staakt-het-vuren voor een halve dag regelen om hulp te bieden aan burgers die in de frontlinie terecht waren gekomen.
Op 12 februari stuurden de Japanners een ultimatum waarin ze eisten dat de Chinese troepen zich twintig kilometer zouden terugtrekken van de grens van de buitenlandse concessies in Shanghai. De eis werd meteen verworpen door de Chinese strijdkrachten. Door de houding van de Japanners nam het Chinese verzet in de wijk Honkou alleen maar toe. Halverwege februari waren de Japanners nog steeds niet in staat om de gehele stad te veroveren en zodoende werd het aantal Japanse soldaten uitgebreid tot ongeveer 90.000, ondersteund door tachtig oorlogsschepen en driehonderd vliegtuigen. Chiang Kai-shek stuurde zijn beste gevechtseenheid naar Shanghai, het 5e Leger, dat was getraind door Duitse militairen.
Op 20 februari nam het aantal Japanse bombardementen toe om de Chinezen uit hun defensieve posities te verdrijven. Ondertussen werden grote delen van de stad in brand gestoken. De Chinezen moesten steeds meer terrein opgeven, omdat ze geen steun vanaf het water en vanuit de lucht hadden. Met ongeveer 50.000 soldaten konden ze niet tegen de Japanse overmacht van 90.000 soldaten op.
Op 29 februari landden Japanse troepen achter de Chinese linies. De verdedigers lanceerden op 1 maart een wanhopig slotoffensief, maar waren niet in staat de Japanners te verdrijven. Het Chinese 19e Leger, dat vanaf het begin bij de strijd was betrokken, stuurde op 2 maart een telegram waarin het aangaf dat het moest terugtrekken vanwege een tekort aan soldaten en het ontbreken van bevoorrading. De volgende dag trok zowel het 5e als het 19e Leger zich terug uit Shanghai, wat het einde van de strijd betekende, hoewel er daarna sporadisch nog gevochten werd in en rond de stad.

## Vredesproces

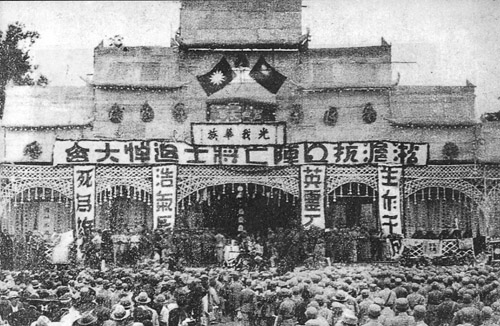
Herdenkingsceremonie voor de Chinezen die zijn gesneuveld in de strijd.

De Volkenbond nam op 4 maart een resolutie aan waarin een wapenstilstand werd geëist. Op 6 maart besloten de Chinezen eenzijdig te stoppen met alle gevechtshandelingen, hoewel de Japanners nog steeds een wapenstilstand verwierpen. Op 14 maart kwamen vertegenwoordigers van de Volkenbond aan in Shanghai en aldaar dwongen zij de Japanners te gaan onderhandelen.
Op 5 mei ondertekenden China en Japan de Shanghai Wapenstilstandsovereenkomst. In deze overeenkomst werd bepaald dat Shanghai een gedemilitariseerde zone zou worden en China werd verboden om troepen te legeren in het aan Shanghai grenzende gebied Suzhou. Japan werd echter wel toegestaan om enkele eenheden te legeren in Shanghai, terwijl China enkel over een beperkte politiemacht mocht beschikken in de stad. De overeenkomst werd door Chinezen alom beschouwd als een vernedering, aangezien de voorwaarden zeer ongunstig waren voor China.

## Commissie-Lytton
De Volkenbond stelde in december 1931 de commissie-Lytton in om de vijandelijkheden tussen China en Japan te onderzoeken. De commissie onderzocht het Mantsjoerije- en het Shanghai-incident. In oktober 1932 kwam de commissie met haar rapport waarin de Japanse militaire acties in Mantsjoerije werden veroordeeld, maar waarin werd geconcludeerd dat de vijandelijkheden rond Shanghai 'per ongeluk' waren ontstaan. Het rapport van de commissie-Lytton leidde er uiteindelijk toe dat Japan in 1933 uit de Volkenbond stapte.

## Trivia
- In het Kuifje-album De Blauwe Lotus uit 1936 speelt het Shanghai-incident een belangrijke rol. Het stripalbum geeft ook een beeld van de anti-Japanse gevoelens onder de Chinese bevolking.